# Faïence de Moustiers
 (décembre 2014).
Si vous disposez d'ouvrages ou d'articles de référence ou si vous connaissez des sites web de qualité traitant du thème abordé ici, merci de compléter l'article en donnant les références utiles à sa vérifiabilité et en les liant à la section « Notes et références ».

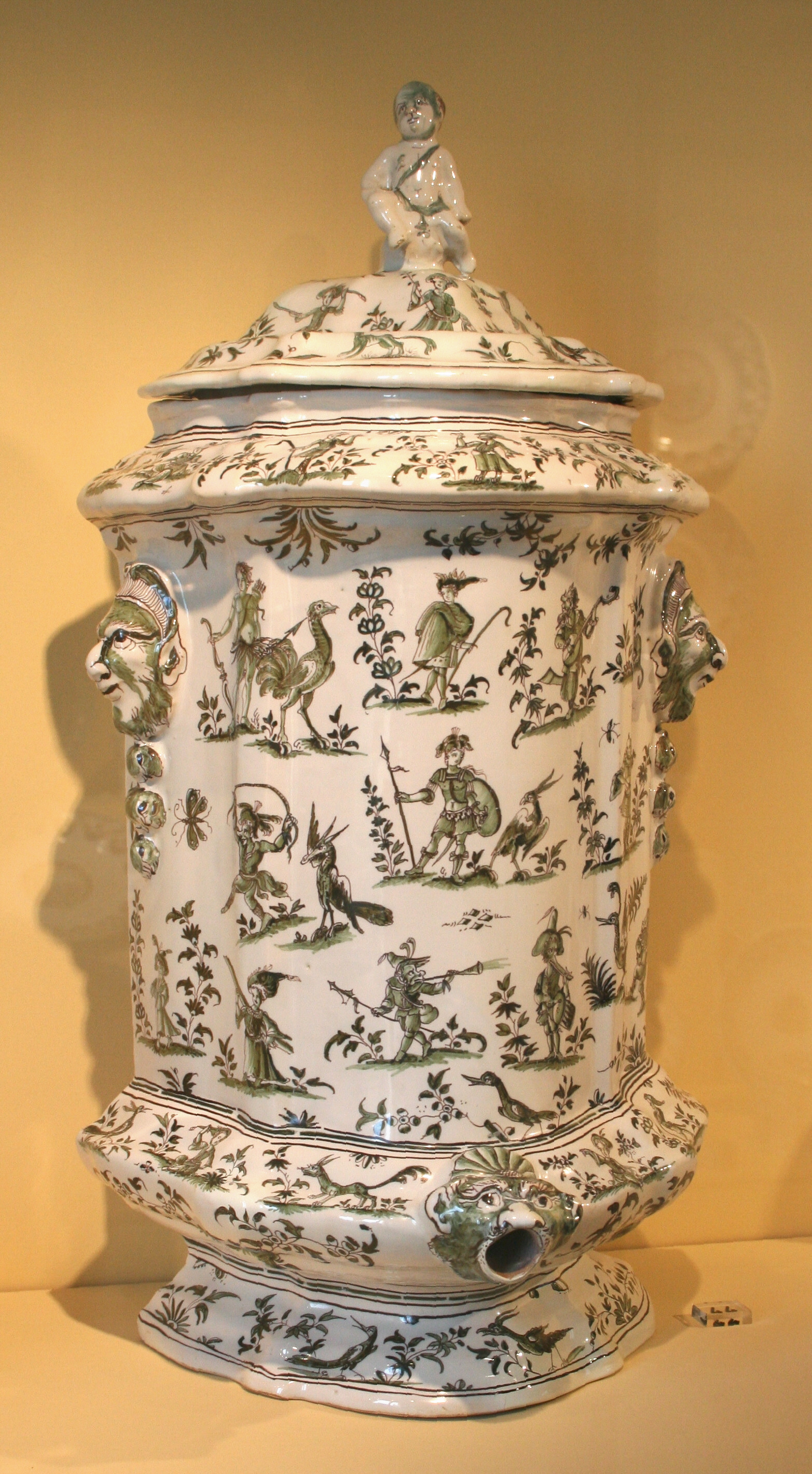
Fontaine, ateliers Olérys et Laugier à Moustiers, décor grand feu vert et manganèse, Musée de la faïence à Marseille.

La faïence de Moustiers est une faïence faite à Moustiers-Sainte-Marie, dans le département des Alpes-de-Haute-Provence.

## Historique

### XVIeetXVIIesiècles- Clérissy

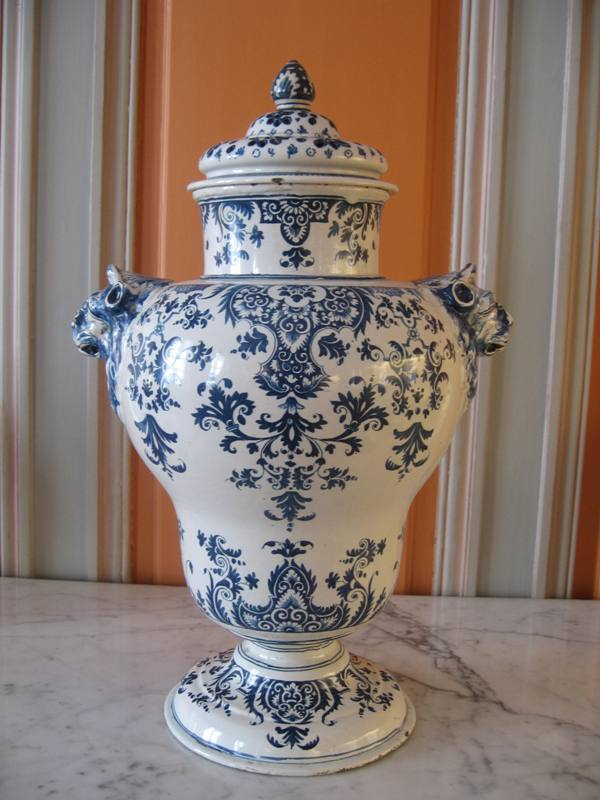
Vase pot-pourri à décor bleu, faïence stannifère de grand feu, Manufacture Clérissy, Moustiers, XVIIIe siècle, Bordeaux, musée des Arts décoratifs et du Design, Legs Pierre Omer Miller

Les Clérissy, venant sans doute d’Italie, sont installés vers 1550, comme « potiers de terre ». Pierre Ier est qualifié de « maître faïencier » en 1679. Son fils Antoine est associé à partir de 1702, il est le seul faïencier jusqu’en 1715. Son fils Pierre II, émancipé, devient à son tour associé en 1732, puis dirige seul à partir de 1736. Il vendra à Joseph Fouque.
La production est une faïence grand feu, généralement en camaïeu bleu, et ornementale.
On trouve trois décors principaux :
- scènes de chasse reproduisant les gravures d’Antonio Tempesta (graveur florentin de la Renaissance italienne)

sur de « grands plats de chasse » de 50 à 60 cm de diamètre ; l’aile de ces plats est ornée de rinceaux, ferronneries, masques et lambrequins qui évolueront vers une « dentelle » de plus en plus fine ;
- décor « à la Bérain », inspiré des ornemanistes de Louis XIV, comme Jean Bérain ;
- pièces armoriées encadrées d’ornements.

Parmi les peintres dont ils surent s’entourer, il faut citer Francois Viry, engagé par Pierre Clérissy au début des années 1680, ainsi que ses fils Jean-Baptiste et Gaspard Viry.

### XVIIIesiècle- Olérys et Laugier
Joseph Olérys introduit vers 1737 la polychromie et les décors de grotesques, et s’associe avec Jean-Baptiste Laugier en 1739 pour créer une nouvelle fabrique.
Joseph II, son fils, lui succède en 1749, et dirige la manufacture jusqu’à sa mort en 1790. Son neveu Jean-Baptiste Chaix prend sa suite jusqu’en 1796.
Nous leur devons des décors bien connus : guirlandes et médaillons, fleurs de pomme de terre, grotesques chinois et décor au drapeau, ce sont plutôt des pièces de service.

### XVIIIeetXIXesiècles- Fouque et Pelloquin
Joseph Fouque et Joseph-François Pelloquin, s'associent en 1749. Après leur séparation, Fouque rachète la fabrique Clérissy en 1783 et devient le plus important faïencier jusqu’à sa mort.
Il utilise la technique du petit feu : c’est peut-être lui qui l’introduit à Moustiers.
- Féraud : la fabrique est fondée en 1779. Gaspard Féraud et Joseph-Henry Berbegier restent associés treize années. On leur attribue le décor mythologique de la fin du XVIIIe siècle. Leur production de grand feu a des couleurs très légères.

- Ferrat : les Ferrat étaient potiers comme les Clérissy. Vers 1763, ils fondent une fabrique et font construire des fours spéciaux pour le petit feu dont ils se font une spécialité. Parmi leurs décors, on peut citer le décor au chinois d’après Pillement et le décor maritime, mais aussi beaucoup de pièces inspirées des productions de l’est de la France.

À partir de 1830, toutes les fabriques ferment l’une après l’autre. Celle de Fouque persiste jusqu’à la moitié du XIXe siècle. La faïence de Moustiers est alors oubliée jusqu’à sa renaissance au XXe siècle.

## Musées exposant la faïence de Moustiers
- Musée de la faïence à Moustiers-Sainte-Marie
- Musée d'art et d'histoire de Provence, Grasse
- Museum of Fine Arts de Boston : Plat peint par Gaspard Viry[2]
- Apothicairerie de l'hôpital de Castelnaudary [3]
- Musée du Vieil-Aix - Hôtel d'Estienne de Saint Jean à Aix-en-Provence
- Musée des arts décoratifs et du design de Bordeaux
- Musée des Arts décoratifs, de la Faïence et de la Mode, Marseille
- Musée Louis Vouland, Avignon
- Musée des beaux-arts de Carcassonne
- Musée national de céramique de Sèvres